# Авит
 Авит (око 395 — 456) је био цар Западног римског царства у периоду од 455. до 456. године.
Авит је постао magister militum у време цара Петронија Максима. Када је вандалски краљ Гејзерик напао Рим, налазио се у дипломатској мисији на двору визиготског краља Теодорика II у Тулузу. Гејзериков напад је довео до краја власти Петронија Максима, па је Теодорик од Авита затражио да преузме римски трон. Авита су подржали гало-римски сенатори и 9. јула 455. војници су га прогласили за цара. Два месеца касније ушао је у Рим.
Авит није био популаран међу становницима Рима. Када је његов напад на Вандале 455. године пропао и када су они кренули у контранапад, његов положај је био врло лош. Дошло је до глади у Риму, која је узроковала велику кризу и Авит је био принуђен да истопи бронзане статуе по граду како би исплатио војнике. Рицимер и Мајоријан су искористили прилику и повели устанак против Авита.
Авит је побегао у Арл и затражио је помоћ од Теодорика II, али му овај није одговорио будући да је у Шпанији ратовао против Свева. Авит је ипак сакупио ипак војску и покушао да се врати у Италију. Поражен је и заробљен код Плаценције. Поштеђен му је живот, а чак му је било одобрено да постане епископ Плаценције. Упркос томе, Авит се плашио за свој живот и покушао је да побегне у Галију. Према Гргуру Турском, умро је на путу у Галију. По другим изворима био је убијен.